# Bradysia salina
Bradysia salina är en tvåvingeart som beskrevs av Hans-Georg Rudzinski 2000. Bradysia salina ingår i släktet Bradysia och familjen sorgmyggor. Inga underarter finns listade i Catalogue of Life.